# 삼한시귀감
삼한시귀감(三韓詩龜鑑)은 고려 공민왕 때의 문신인 조운흘이 최해가 한국의 시문들을 모은 《동인지문》을 편찬하면서 비점하고 비해한 것을 기초로 정선한 한시문집이다. 
고려본이나 조선 초기 간행본은 전하지 않고 다만 명나라 가정 병오 즉 조선 선조 12년(1566년) 겨울에 순천부에서 간행한 중각본이 전하고 있는데, 서문과 발문은 빠져 있고 각 권마다 첫쪽 첫째 줄에 '졸옹 최해 비점/석간 조운흘 정선'이 병기되어 있다. 